# Poursuite par équipes féminine aux Jeux olympiques d'été de 2020
Navigation
Rio 2016 Paris 2024
La poursuite par équipes féminine, épreuve de cyclisme sur piste des Jeux olympiques d'été de 2020, a lieu du 2 au 3 août 2021 sur le Vélodrome d'Izu, situé à Izu (Japon), à 120 kilomètres de Tokyo.

## Résultats

### Qualifications
Les qualifications permettent de classer les équipes selon leur temps. Seules les quatre meilleures équipes à l'issue des qualifications peuvent encore concourir pour la médaille d'or. Les autres équipes ne peuvent pas obtenir mieux que le bronze.
| Rang | Pays             | Cyclistes                                                                 | Résultat | Notes  |
| ---- | ---------------- | ------------------------------------------------------------------------- | -------- | ------ |
| 1    | Allemagne        | Franziska Brauße Lisa Brennauer Lisa Klein Mieke Kröger                   | 4:07.307 | RM, RO |
| 2    | Grande-Bretagne  | Katie Archibald Laura Kenny Elinor Barker Josie Knight                    | 4:09.022 |        |
| 3    | États-Unis       | Jennifer Valente Chloé Dygert Emma White Lily Williams                    | 4:10.118 |        |
| 4    | Italie           | Elisa Balsamo Letizia Paternoster Rachele Barbieri Vittoria Guazzini      | 4:11.666 |        |
| 5    | France           | Victoire Berteau Marion Borras Valentine Fortin Marie Le Net              | 4:12.502 |        |
| 6    | Nouvelle-Zélande | Holly Edmondston Bryony Botha Kirstie James Jaime Nielsen                 | 4:12.536 |        |
| 7    | Australie        | Georgia Baker Annette Edmondson Ashlee Ankudinoff Alexandra Manly         | 4:13.571 |        |
| 8    | Canada           | Allison Beveridge Jasmin Duehring Annie Foreman-Mackey Georgia Simmerling | 4:15.832 |        |

### Premier tour
Le 1er tour consiste en quatre duels. Les quatre meilleures équipes courent les unes contre les autres (1 contre 4, 2 contre 3), tandis que les 4 dernières équipes courent également les unes contre les autres (5 contre 8, 6 contre 7). Les deux vainqueurs des duels entre les quatre meilleures équipes accèdent à la finale pour la médaille d'or. Les 6 autres équipes sont classées aux temps et accèdent aux finales en fonction de leur classement.
| Rang | Série | Pays             | Cyclistes                                                                 | Résultat | Notes      |
| ---- | ----- | ---------------- | ------------------------------------------------------------------------- | -------- | ---------- |
| 1    | 4     | Allemagne        | Franziska Brauße Lisa Brennauer Lisa Klein Mieke Kröger                   | 4:06.159 | QG, RM, RO |
| 2    | 3     | Grande-Bretagne  | Katie Archibald Laura Kenny Neah Evans Josie Knight                       | 4:06.748 | QG         |
| 3    | 3     | États-Unis       | Megan Jastrab Jennifer Valente Chloé Dygert Emma White                    | 4:07.562 | QB         |
| 4    | 2     | Canada           | Allison Beveridge Ariane Bonhomme Annie Foreman-Mackey Georgia Simmerling | 4:09.249 | QB         |
| 5    | 1     | Australie        | Georgia Baker Annette Edmondson Ashlee Ankudinoff Maeve Plouffe           | 4:09.992 |            |
| 6    | 4     | Italie           | Elisa Balsamo Letizia Paternoster Rachele Barbieri Vittoria Guazzini      | 4:10.063 |            |
| 7    | 1     | Nouvelle-Zélande | Holly Edmondston Bryony Botha Rushlee Buchanan Jaime Nielsen              | 4:10.223 |            |
| 8    | 2     | France           | Marion Borras Coralie Demay Valentine Fortin Marie Le Net                 | 4:11.888 |            |

### Finales
| Rang                                | Pays             | Cyclistes                                                                 | Résultat | Notes  |
| ----------------------------------- | ---------------- | ------------------------------------------------------------------------- | -------- | ------ |
| Finale pour la médaille d'or        |                  |                                                                           |          |        |
| Médaille d'or, Jeux olympiques      | Allemagne        | Franziska Brauße Lisa Brennauer Lisa Klein Mieke Kröger                   | 4:04.242 | RM, RO |
| Médaille d'argent, Jeux olympiques  | Grande-Bretagne  | Katie Archibald Laura Kenny Neah Evans Josie Knight                       | 4:10.607 |        |
| Finale pour la médaille de bronze   |                  |                                                                           |          |        |
| Médaille de bronze, Jeux olympiques | États-Unis       | Megan Jastrab Jennifer Valente Chloé Dygert Emma White                    | 4:08.040 |        |
| 4                                   | Canada           | Allison Beveridge Ariane Bonhomme Annie Foreman-Mackey Georgia Simmerling | 4:10.552 |        |
| Finale de classement (5/6)          |                  |                                                                           |          |        |
| 5                                   | Australie        | Georgia Baker Annette Edmondson Ashlee Ankudinoff Maeve Plouffe           | 4:11.041 |        |
| 6                                   | Italie           | Elisa Balsamo Letizia Paternoster Martina Alzini Vittoria Guazzini        | 4:11.108 |        |
| Finale de classement (7/8)          |                  |                                                                           |          |        |
| 7                                   | France           | Victoire Berteau Marion Borras Valentine Fortin Marie Le Net              | 4:10.388 |        |
| 8                                   | Nouvelle-Zélande | Holly Edmondston Bryony Botha Kirstie James Jaime Nielsen                 | 4:10.600 |        |